# 寨圩镇
寨圩镇，是中华人民共和国广西壮族自治区钦州市浦北县下辖的一个乡镇级行政单位。

## 行政区划
寨圩镇下辖以下地区：
朝阳社区、寨圩村、乌石村、仁旺村、伯家村、歌棉村、秋香村、兰门村、子厄村、丰门村、平村、甘村、朋山村、竹较村、亚旺村、康乐村、大江口村、三江村、平塘村、分村、土东村和柘木村。